# Vignoble auxerrois

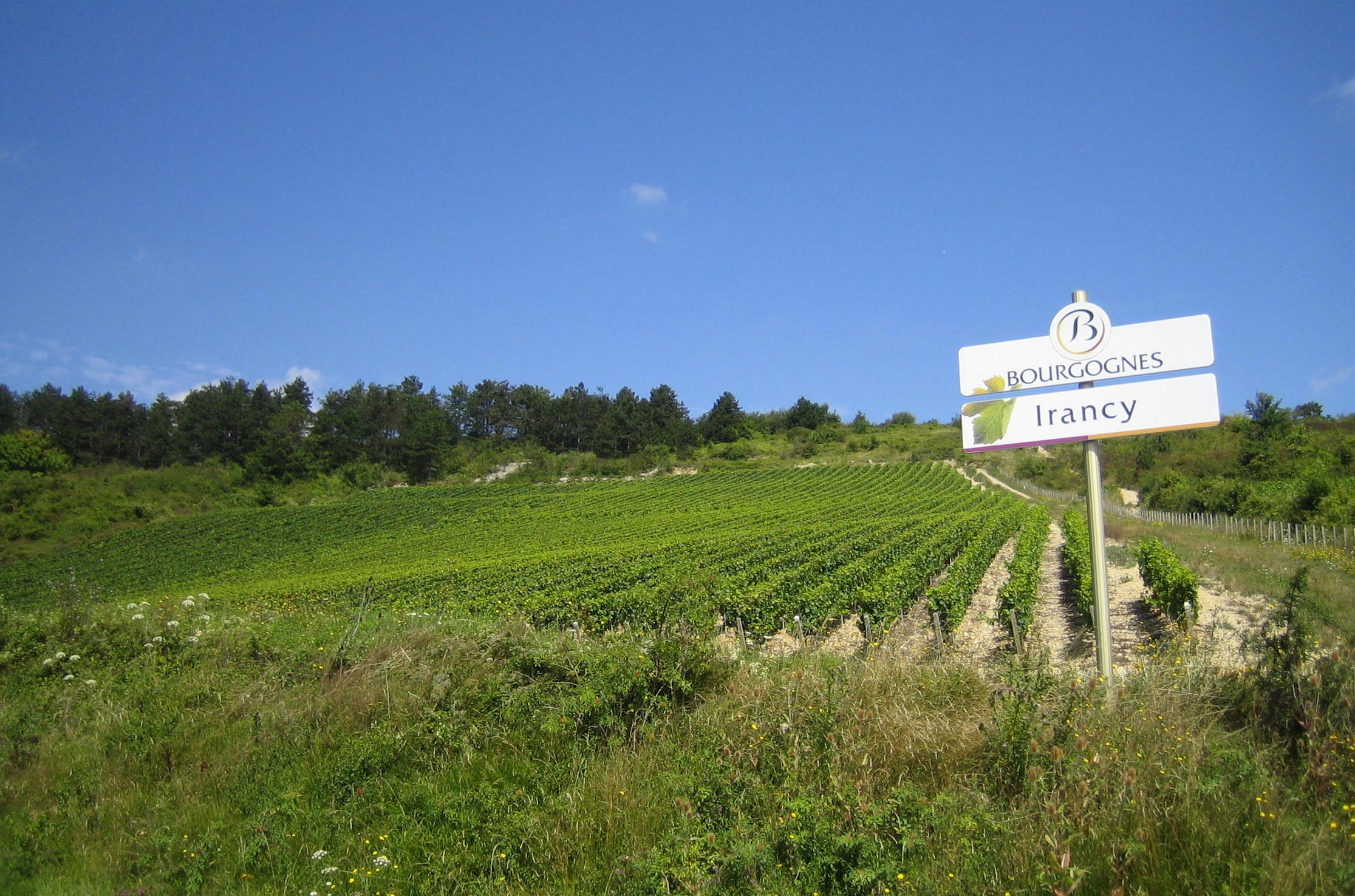
Un des coteaux du vignoble d'Irancy.

Le vignoble auxerrois est une zone viticole située au sud sud-est de la ville d'Auxerre, dans le département de l'Yonne en Bourgogne-Franche-Comté.
Il fait partie du vignoble de la Basse-Bourgogne, avec pour voisin le vignoble de Chablis ; il s'étend dans la vallée de l'Yonne, notamment au sud-ouest autour de Coulanges-la-Vineuse, au sud-est autour Irancy, et à l'est autour de Chitry et Saint-Bris-le-Vineux.

## Hiérarchie des appellations
Le vignoble de l'Auxerrois s'étend sur une superficie totale de 1 300 hectares. On y produit notamment cinq vins spécifiques (deux appellations communales et trois dénominations géographiques).

### Appellations communales
L'irancy : la surface totale plantée est de 160 hectares. L'irancy est produit sur les communes d'Irancy, de Cravant et de Vincelottes à environ 15 kilomètres au sud-est d'Auxerre. C'est exclusivement un vin rouge.
Le saint-bris : superficies en production de 133 hectares. L'appellation saint-bris se trouve à une dizaine de kilomètres au sud-est d'Auxerre, sur les territoires des communes de Chitry, Irancy, Quenne, Saint-Bris-le-Vineux et Vincelottes.

### Dénominations géographiques
Le bourgogne-côtes-d'auxerre : la superficie en production est de 213 hectares avec 117 hectares de vins rouges et rosés et 76 hectares de vins blancs. Les vignes sont sur les communes de Augy, Auxerre, Vaux, Quenne, Saint-Bris-le-Vineux, Vincelottes et Champs-sur-Yonne.
Le bourgogne coulanges-la-vineuse : superficie en production de 124 hectares avec 77 hectares de vins rouges et rosés, et 15,5 hectares de vins blancs. L'appellation bourgogne coulanges-la-vineuse est produite sur les communes de Coulanges-la-Vineuse, Escolives-Sainte-Camille, Jussy, Migé, Mouffy et Val-de-Mercy.
Le bourgogne chitry : superficie en production de 86 hectares avec 50 hectares de vins rouges et rosés, et 36 hectares de vins blancs. Le vignoble est situé exclusivement sur les terres de la commune de Chitry.

### Appellations régionales
Sur les cinq différents terroirs cités précédemment, les vignerons produisent également quatre autres appellations d'origine contrôlée, communes à l'ensemble du vignoble de Bourgogne :
- le crémant de Bourgogne : produit notamment par les caves Bailly-Lapierre qui représente 21 % de part de marché de l'appellation crémant de Bourgogne et 3,5 millions de bouteille[6] ;
- le bourgogne aligoté ;
- le bourgogne-passe-tout-grains ;
- et le coteaux-bourguignons.

## Géographie

### Climatologie
Le climat auxerrois est tempéré de type océanique, avec des tendances continentales (un peu plus sec, avec des hivers un peu plus froids). Il y fait assez chaud pour permettre la culture de la vigne même sur terrain plat, mais des gelées printanières peuvent détruire les bourgeons.
Pour la station météorologique d'Auxerre (à 207 mètres d'altitude : 47° 48′ 05″ N, 3° 32′ 44″ E), les valeurs climatiques sont :
| Mois                              | jan. | fév. | mars | avril | mai  | juin | jui. | août | sep. | oct. | nov. | déc. | année |
| --------------------------------- | ---- | ---- | ---- | ----- | ---- | ---- | ---- | ---- | ---- | ---- | ---- | ---- | ----- |
| Température minimale moyenne (°C) | 0,1  | 0,7  | 2,5  | 4,7   | 8,2  | 11,4 | 13,3 | 13,1 | 10,7 | 7,5  | 3,2  | 0,8  | 6,4   |
| Température moyenne (°C)          | 2,9  | 4,2  | 6,7  | 9,7   | 13,4 | 16,7 | 19,1 | 18,7 | 16   | 11,9 | 6,4  | 3,5  | 10,8  |
| Température maximale moyenne (°C) | 5,6  | 7,7  | 10,9 | 14,7  | 18,6 | 22,1 | 24,9 | 24,3 | 21,4 | 16,3 | 9,7  | 6,2  | 15,2  |
| Ensoleillement (h)                | 53   | 86   | 126  | 167   | 192  | 222  | 255  | 224  | 181  | 126  | 71   | 55   | 1 758 |
| Précipitations (mm)               | 54,2 | 50,1 | 49   | 43,4  | 74,9 | 62,5 | 47,2 | 54,9 | 52,1 | 58,1 | 52,8 | 57,3 | 656,5 |

| Mois                              | jan. | fév. | mars  | avril | mai  | juin  | jui.  | août  | sep.  | oct.  | nov. | déc. | année   |
| --------------------------------- | ---- | ---- | ----- | ----- | ---- | ----- | ----- | ----- | ----- | ----- | ---- | ---- | ------- |
| Température minimale moyenne (°C) | 1,1  | 1    | 3,6   | 5,7   | 9,6  | 12,6  | 14,5  | 14,5  | 11,1  | 8,2   | 4,3  | 1,7  | 7,3     |
| Température moyenne (°C)          | 3,8  | 4,5  | 8,1   | 10,9  | 15   | 18,1  | 20,2  | 20,3  | 16,2  | 12,4  | 7,3  | 4,2  | 11,7    |
| Température maximale moyenne (°C) | 6,4  | 8    | 12,6  | 16    | 20,4 | 23,5  | 25,9  | 26,1  | 21,4  | 16,6  | 10,3 | 6,7  | 16,2    |
| Nombre de jours avec gel          | 13,2 | 11,3 | 6,1   | 1,7   | 0    | 0     | 0     | 0     | 0     | 1,3   | 5    | 11,4 | 50      |
| Ensoleillement (h)                | 60,7 | 85,5 | 142,6 | 174,2 | 205  | 212,6 | 231,2 | 225,8 | 178,2 | 119,6 | 64,3 | 50,4 | 1 750,1 |
| Précipitations (mm)               | 51,3 | 47,5 | 49,8  | 60    | 61,2 | 54,1  | 57,5  | 61,6  | 62    | 70    | 64,9 | 64,3 | 704,3   |

| Diagramme climatique                                  |        |             |         |             |              |              |              |            |           |             |            |
| J                                                     | F      | M           | A       | M           | J            | J            | A            | S          | O         | N           | D          |
| 6,41,151,3                                            | 8147,5 | 12,63,649,8 | 165,760 | 20,49,661,2 | 23,512,654,1 | 25,914,557,5 | 26,114,561,6 | 21,411,162 | 16,68,270 | 10,34,364,9 | 6,71,764,3 |
| Moyennes : • Temp. maxi et mini °C • Précipitation mm |        |             |         |             |              |              |              |            |           |             |            |

### Encépagement
Les vins rouges sont essentiellement produits avec du pinot noir (le césar est autorisé en assemblage pour produire de l'irancy et du bourgogne), tandis que les vins blancs sont produits majoritairement avec du chardonnay, complété avec un peu d'aligoté, de sauvignon (blanc et gris, cépages du saint-bris) et de pinot gris.

### Hiérarchie des prix
Pour une comparaison entre les appellations, on peut prendre les prix pratiqués en vrac officiellement pour le calcul des fermages en 2024, qui fournissent une hiérarchie :
- en rouge :
  - 268 €/hl pour du coteaux-bourguignons rouge ;
  - 314 €/hl pour du bourgogne-passe-tout-grains ;
  - 510 €/hl pour du bourgogne rouge ;
  - 616 €/hl pour de l'irancy ;
- en blanc :
  - 242 €/hl pour du crémant de Bourgogne ;
  - 286 €/hl coteaux-bourguignons blanc ;
  - 290 €/hl pour du bourgogne aligoté ;
  - 297 €/hl pour du saint-bris ;
  - 361 €/hl pour du bourgogne blanc.

Les prix dans le commerce sont évidemment bien plus élevés, variant considérablement en fonction du nom du producteur.